# Medalla Clemens Winkler

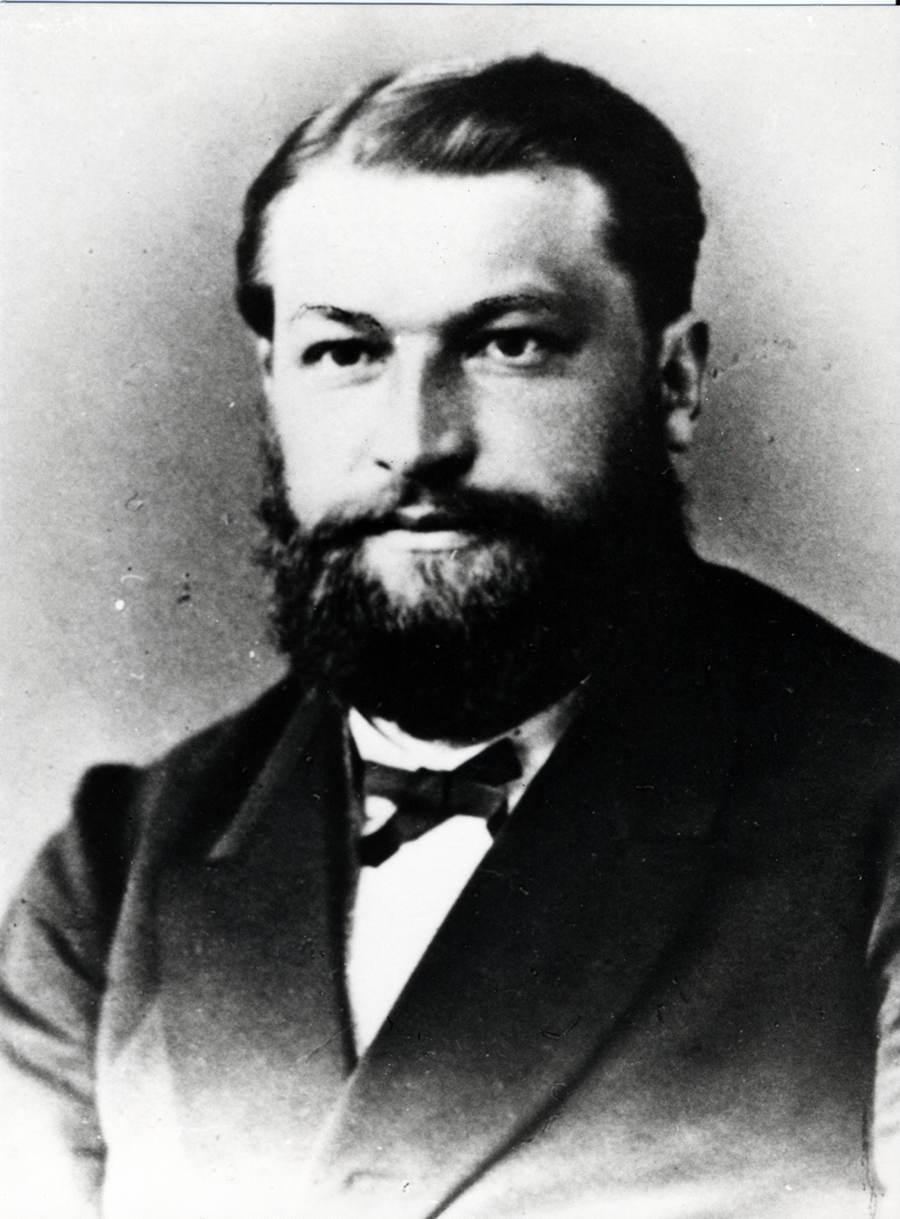
Clemens Winkler siendo profesor en la Universidad de Freiberg (ca.1875)

La medalla Clemens Winkler, llamada así por el químico alemán Clemens Winkler (1838-1904), fue una medalla que entregó la Sociedad Química de la RDA entre los años 1954 y 1990. Los condecorados eran químicos destacados del mundo académico y de la industria, y se entregaba en reconocimiento a logros científicos alcanzados en los campos de la química inorgánica, analítica y general.
Desde 1998 es un grupo de especialistas de química analítica de la Sociedad Alemana de Química el encargado de entregar la medalla.

## Premiados

### Premiados por la Sociedad Química de la RDA (1954-1990)
- 1954 Franz Hein
- 1955 Robert Griessbach
- 1956 Erich Thilo y Arthur Simon
- 1958 Anton Lissner
- 1960 Kurt Schwabe
- 1962 Richard Müller
- 1967 Günther Rienäcker
- 1968 Günter Adolphi
- 1972 Siegfried Herzog
- 1976 Lothar Kolditz
- 1977 N. M. Shavoronko
- 1978 Wolfgang Schirmer
- 1978 Hans-Albert Lehmann
- 1979 Kurt Issleib
- 1980 Siegfried Ziegenbalg
- 1981 Hans-Heinz Emons
- 1982 Herbert Grunze
- 1983 Egon Uhlig
- 1984 Gerhard Ackermann
- 1985 Wolfgang Wieker
- 1986 A. Tzschach
- 1987 Rudolf Münze
- 1988 Gerhard Oehlmann
- 1989 Ehrenfried Butter
- 1990 Karl-Heinz Thiele

### Premiados por la Sociedad Alemana de Química (desde 1998)
- 1998 Wilhelm Fresenius
- 2000 Bernhard Schrader
- 2002 Heinz Engelhardt
- 2003 Georg-Alexander Hoyer
- 2005 Klaus Gustav Heumann
- 2006 Bernhard Welz
- 2007 Klaus K. Unger
- 2009 Werner Engewald y Adolf Zschunke
- 2010 Rudolf E. Kaiser
- 2011 Reiner Salzer
- 2012 Ernst-Heiner Korte
- 2013 Otto S. Wolfbeis
- 2015 Günter Gauglitz
- 2017 Karlheinz Ballschmiter